# سویی جنریس
سویی جِنِریس (لاتین: Sui generis (/ˌsu:i ˈdʒɛnərɪs/؛ عربی:
نوع بنفسه) به معنای از نوع خود یا در طبقه‌ای خاص است، بنابراین می‌توان آن را به معنای منحصربه‌فرد دانست.
این اصطلاح در چندین حوزه علمی و هنری برای اشاره به موجودیت‌های منحصربه‌فرد به کار می‌رود، از جمله:
- زیست‌شناسی: برای گونه‌هایی که در هیچ سرده‌ای همراه با گونه‌های دیگر جای نمی‌گیرند (یعنی در سردهٔ خاص خود قرار دارند).[۳]
- هنرهای خلاقانه: برای آثاری که فراتر از مرزهای معمول ژانرهای هنری قرار می‌گیرند (ژانر خاص خود را دارند).
- حقوق: هنگامی که تفسیر ویژه و منحصربه‌فردی از یک پرونده یا مرجع قانونی لازم باشد (یک مورد حقوقی خاص).
- حقوق مالکیت فکری: برای انواعی از آثار که تحت قوانین کلی حق تکثیر قرار نمی‌گیرند اما از طریق قوانین ویژه‌ای محافظت می‌شوند.
- فلسفه: برای اشاره به ایده، موجودیت یا واقعیتی که قابل تقلیل به یک مفهوم پایین‌تر یا قرار گرفتن در یک مفهوم بالاتر نیست (دسته‌بندی خاص خود را دارد).

## زیست‌شناسی
در ساختار طبقه‌بندی «گونه←سرده»، یک گونه زمانی منحصربه‌فرد توصیف می‌شود که برای طبقه‌بندی آن، یک سردهٔ جدید ایجاد شده باشد (یعنی به دلیل منحصربه‌فرد بودن، یک سردهٔ جدید تشکیل شده که این گونه تنها عضو آن است).
البته، گونه‌ای که تنها عضو باقی‌مانده از یک سرده باشد (مانند سردهٔ
انسان) لزوماً منحصربه‌فرد محسوب نمی‌شود، چراکه ممکن است گونه‌های هم‌سردهٔ آن در طول زمان منقرض شده باشند.
یک سردهٔ منحصربه‌فرد را می‌توان سردهٔ تک‌نمونه‌ای (آرایه تک‌نماد) نیز نامید.

## هنرهای خلاقانه
یک کتاب، فیلم، سریال تلویزیونی یا هر اثر هنری دیگر زمانی منحصربه‌فرد نامیده می‌شود که در مرزهای استاندارد ژانرهای معمول نگنجد.
منتقد سینما ریچارد شیکل فیلم جو در برابر آتشفشان را یک اثر منحصربه‌فرد توصیف کرده است. همچنین، منتقد فیلم مایکل بروک این اصطلاح را برای توصیف فیلم انیمیشن علمی-تخیلی سیاره شگفت‌انگیز (محصول ۱۹۷۳، ساختهٔ رنه لالوکس) به کار برده است.

## حقوق
در حقوق، اصطلاح منحصربه‌فرد به عنوان یک اصطلاح فنی برای توصیف طبقه‌بندی حقوقی‌ای به کار می‌رود که به‌طور مستقل از سایر دسته‌بندی‌ها وجود دارد؛ این استقلال ممکن است به دلیل یگانگی آن یا به علت ایجاد خاص یک حق یا تعهد باشد.
به عنوان مثال، اختیارات دادگاه در خصوص تحقیر دادگاه، منحصربه‌فرد تلقی می‌شود، زیرا این اختیارات از قوانین یا مقررات ناشی نمی‌شوند، بلکه ذاتاً وجود دارند.
دادگاه تجدیدنظر نیویورک این اصطلاح را برای توصیف شرکت‌های تعاونی مسکونی به کار برده است، زیرا این نوع از املاک، برای برخی اهداف به عنوان ملک غیرمنقول و برای برخی دیگر به عنوان ملک منقول در نظر گرفته می‌شود.
هنگام استناد به پرونده‌ها و سایر منابع حقوقی، وکلا و قضات ممکن است از عباراتی مانند یک پرونده منحصربه‌فرد یا یک مرجع منحصربه‌فرد استفاده کنند. این اصطلاح به این معناست که پرونده یا مرجع مذکور، موردی خاص و منحصربه‌فرد است که فقط به شرایط خود محدود می‌شود و بنابراین، نمی‌توان از آن به‌عنوان یک رویه کلی استفاده کرد.

## حقوق مالکیت فکری
به‌طور کلی، حمایت از مالکیت فکری شامل آفرینش‌های فکری است که به منظور تشویق نوآوری مورد حمایت قرار می‌گیرند. این حمایت بسته به ماهیت اثر و ویژگی‌های آن متغیر است.
مهم‌ترین شاخه‌های حقوق مالکیت فکری عبارت‌اند از:
- حق تکثیر: حمایت از آثار خلاقانه، مانند کتاب، موسیقی و فیلم.
- ثبت اختراع: حمایت از اختراعات و نوآوری‌های فنی.
- اسرار تجاری: حفاظت از اطلاعات محرمانه‌ای که به‌راحتی قابل دستیابی نیستند و برای دارندهٔ آن ارزش اقتصادی دارند.
- علائم تجاری: حمایت از برندها و سایر دارایی‌های منحصربه‌فرد محصولات و خدمات.

هر موضوعی که در یکی از این دسته‌بندی‌ها قرار بگیرد، می‌تواند تحت حمایت قوانین مالکیت فکری قرار گیرد.
قوانین منحصربه‌فرد در مالکیت فکری در بسیاری از کشورها، برای حمایت از مواردی اعمال می‌شوند که در دسته‌بندی‌های استاندارد مالکیت فکری نمی‌گنجند. برخی از این موارد عبارت‌اند از:
- طرح‌های مدارهای الکترونیکی [الف]
- طراحی بدنهٔ کشتی‌ها
- طراحی‌های مد و پوشاک در فرانسه
- بانک‌های اطلاعاتی
- انواع خاصی از گیاهان

به دلیل ویژگی‌های خاص این آثار، بسیاری از کشورها، از جمله ایالات متحده، ژاپن، استرالیا و کشورهای اتحادیه اروپا، قوانین منحصربه‌فرد را برای محافظت از توپوگرافی تراشه‌های نیمه‌رسانا و مدارهای مجتمع وضع کرده‌اند.
در ایالات متحده، این نوع حمایت تحت قانون حفاظت از تراشه‌های نیمه‌رسانا  انجام می‌شود که برخی از اصول آن از قوانین ثبت اختراع و حق نشر اقتباس شده است.

## یادداشت
1. ↑  (Integrated Circuit Layouts)
2. ↑  (Semiconductor Chip Protection Act of 1984)